# 弯长筒蕨
弯长筒蕨（学名：Selenodesmium recurvum）为膜蕨科长筒蕨属下的一个种。

## 扩展阅读
- 維基物種上的相關：弯长筒蕨